# 481984 Cernunnos
481984 Cernunnos è un asteroide near-Earth. Scoperto nel 2009, presenta un'orbita caratterizzata da un semiasse maggiore pari a 2,1989951 UA e da un'eccentricità di 0,4700462, inclinata di 9,46057° rispetto all'eclittica.
Dal 30 giugno al 5 ottobre 2017, quando 486239 Zosiakaczmarek ricevette la denominazione ufficiale, è stato l'asteroide denominato con il più alto numero ordinale. Prima della sua denominazione, il primato era di 471109 Vladobahýl.
L'asteroide è dedicato all'omonima divinità della mitologia celtica.